# Автомагистраль D7 (Чехия)
Автомагистраль D7 (чеш. Dálnice D7) (до 31.12.2015 Скоростная дорога R7 (чеш. Rychlostní silnice R7)) — строящаяся чешская автомагисталь, соединяющая Прагу с Хомутовом.

## История
Первый участок дороги, между многоуровневыми перекрестками с улицами Авиатицка (чеш. Aviatická) и Эвропска (чеш. Evropská) был построен еще в 1953 году, как подъездная дорога к пражскому аэропорту. Продолжение до Макотршас было построено в 1964 году. В 1979—1986 году были постепенно достроенны и открыты участки до перекрестка Сланый-юг. В 1990-е годы, была построена одна проезжая часть дороги в объезд Сланого, а в 2001 — одна проезжая часть в объезд Лоун. Участки с одной проезжей частью, до окончания строительства второй проезжей части, считаются частью дороги первого класса 7. В 2008—2013 гг. был построен участок Битозевес—Хомутов, а также небольшой участок около Сульца.
С 1 января 2016 года скоростная дорога R7 стала автомагистралью D7.